# سی‌ساید (کالیفرنیا)
سی‌ساید (به انگلیسی: Seaside) شهری در شهرستان مونتری ایالت کالیفرنیا است که در سرشماری سال ۲۰۱۰ میلادی، ۳۳۰۲۵ نفر جمعیت داشته‌است.